# OGame
OGame er et internetbaseret science fiction strategi-, krigs- og handels-spil. I virtuelle universer skal man opbygge sit eget rum-imperium i form af planeter og en flåde af rumskibe, som bruges til at bekæmpe andre spillere, og forsvare sig selv.
Ifølge OGame-historien blev såkaldte "impulsmotorer" i år 2250 opfundet. Disse motorer muliggjorde rejser med lysets hastighed, hvorefter menneskeheden begyndte at kolonisere andre planeter i Universet. Ekspansionen betød, at der opstod fred i universet, fordi enhver passede sit sig selv. Freden endte dog pludseligt da man opdagede "Xentroniums", som blev beskrevet havende "kraften af 10.000 terranske sole per mikrogram". Grundstoffet var imidlertid uhyre sjældent og eftertragtet, og blev derfor katalysator for intergalaktisk krig. Krigen mundede ud i en "omegabombe" - fremtidens bud på kernevåben - som udslettede det meste af det, der var blevet bygget. Spillet finder sted efter disse hændelser, i forsøget på at genopbygge menneskehedens interstellare civilisation.

## Gameplay
OGames system er realtime-baseret, hvilket vil sige, at tidstagningen er baseret på virkelig tid, ikke et internt tidssystem. Dette system adskiller OGame fra andre RTS-spil. Eftersom det er et gratis browserbaseret spil, er grafikken minimal og fejl rapporteres fra tid til anden.

### OGamepå diverse sprog/domæner
De forskellige domæner, med hver deres sprog, er delt op i et antal universer, afhængig af antallet af spillere. Den danske .dk udgave har p.t. 17 universer (Marts 2012). Det tyske .de var det første domæne, og har derfor flere spillere. .org er nyere og sigter med engelsktalende mennesker. P.t. har .de 70 universer, mens .org har 28 universer. .org-domænet nåede i januar 2006 op på over 100.000 brugere. Der er også en polsk .pl-udgave af spillet, som har 51 universer. Det franske .fr OGame har 37 universer. Det italienske .it har 27 universer. Det spanske .es har 24 universer. Det brasilianske og portugisiske .br/.pt-Ogame har 8 universer. Der findes også et OGame i Balkan på www.ogame.ba, som indtil videre kører med 13 universer.

### Alliancer
En alliance er en gruppe mennesker som har fundet sammen, ligesom en guild eller klan. Alliancer anvendes oftest med solidaritet som formål. De har kun begrænsede taktiske muligheder. For nylig har ACS kampsystemet, et system som tillader en alliances medlemmer at udstationere deres flåde ved andre medlemmers planeter med et Alliance Depot, blevet tilføjet til det engelske OGame i Univers 5. Alliancer beskytter ofte hinanden fra angreb og fremmer fri handel mellem medlemmerne. En allianceside i OGame er splittet op i flere dele:
- Rang: Din rang eller status i alliancen.
- Medlemmer: Antallet af medlemmer i alliancen.
  - Bemærk at særlige privelegier (adgang til ansøgninger, medlemskartotek, administration) udføres fra denne side.
- Eksterne dele er synlige for alle som besøger alliancens side, medlem eller ej. Den bruges typisk til bekendtgørelser.
- Intern tekst vises kun for medlemmer af alliancen. Bekendtgørelsen af mere diskret karakter anføres almindeligvis her.
- Alliancens hjemmeside, hvis en sådan findes, linker til den givne alliances hjemmeside.

### Point
Point bruges hovedsageligt til at opstille spillere efter rang, hvilket spiller ind på alliancernes rangliste. Der er tre former for points: points, flådepoints og forskningspoints.
Et point gives for hvert tusinde ressourceenheder man bruger.
Deuterium som bruges til at flyve giver dog ikke points.
Tilsvarende fjernes et point for hvert tusinde ressourceenheder man mister undtagen det man bruger til at flyve. Derudover får man et flådepoint for hvert rumskib man bygger, og for hvert forskningsniveau man får får man et forskningspoint. Point fås primært fra minedrift, plyndringstogter, forskning og skibskonstrution, men mistes ved fjendtlige plyndringstogter og ved at slette kolonier.

### Ressourcer
Der findes tre ressourcer i Ogame: metal, krystal og deuterium. Råmetal er den rigeste ressource, idet den er nemmest at producere, og anvendes i store mængder i alt fra planetariske bygninger over skibskonstruktion til forskning. Krystal bruges også til bygninger, men bruges mest til forskning. Deuterium bruges hovedsageligt som brændstof for spillerens flåde. Disse ressourcer produceres på to måder: man kan lave plyndringstogter mod andre spilleres planeter med sin flåde, eller i fred og ro producere dem ved minedrift på sin egen planet. Pga. minedriftens forholdsvist langsomme natur, kommer man oftere i besiddelse af ressourcer gennem plyndringstogter.
Senere i spillet er det muligt for store spillere at fleet crash'e mindre spillere, hvorved hele eller dele af forsvarerens flåde ødelægges. Derefter kan 30 % skrot fra kampene recirkuleres ved hjælp af et skib kaldet Recycler. Man kan kun få metal og krystal på denne måde.

### Bygninger
Bygninger bruges til at samle ressourcer (miner), til energi (sol- og fusionskraftværker), til opbevaring (metal-, krystal- og deuteriumlagre), til at bygge flåden og forsvaret (rumskibsværft), til forskning (forskningslaboratorium), til at begrænse produktionstiden på bygninger, rumskibe og forsvar (Robotfabrik og Nanitfabrik), eller til at lave og opbevare missiler (Raketsilo). At bygge i OGame adskiller sig på flere måder fra at bygge i mange andre spil. For det første skal man ikke vælge placering for bygningerne, man bygger blot bygningen og opgraderer den derefter. For det andet er der ingen grænser for hvor højt man kan opgradere sine bygninger (niveau 1, niveau 2, osv.). Prisen i ressourcer fordobles for hvert opgraderingsniveau, bortset fra metal miner, krystal miner, deuterium syntetiserere, solkraftværker. 
Hver bygning optager en arealenhed på en planet, og hvert nyt niveau optager endnu en enhed. Når hele arealet på planeten anvendes, kan der ikke bygges nye bygninger, med mindre en såkaldt Terraformer produceres, som laver nye arealer for hvert niveau den opgraderes. Dog kan bygninger nedrives igen for en mindre sum metal og krystal. Bygningen bliver nedgraderet ét niveau, og optager ét areal mindre.

### Rumskibe
OGame kendes bedst som et kampspil, så en flåde er af største betydning. Spillere med større flåder fleet crash'er ofte spillere med mindre flåder. At bygge absurd store flåder hævdes ofte at være nøglen til succes i spillet. Der er meget få fordele ved at være fredelig og holde sig til minedrift. Der er seks slags kamprumskibe: Slagskibe, Destroyere, Krydsere, Bombere, små og store Jægere og senest kom et nyt skib; Interceptor. Derudover er der små og store transportrumskibe til at transportere ressourcer. Der findes også Dødsstjerner, som med deres voldsomme slagkraft er i stand til at tilintetgøre måner. Blandt hjælpetropperne findes spionagesonder, som indsamle vitale oplysninger om fjendens styrker, Recyclers ("recirkulører") som kan indsamle skrot efter et fleet crash ("rumslag"), koloniskibe som kan lave kolonier på ikke-optagede planeter, samt solarsatelitter, som kan ved at indfange solens stråler kan producere ekstra strøm til planeten. Mængden af produceret energi fra solarsatelitterne varierer afhængig af planetens position i solsystemet. Position 1 er tættest på solen og producerer derfor mest energi, mens Position 15 er fjernest fra solen og derfor producerer mindre energi.

### Forsvar
I modsætning til at bygge store mængder rumskibe, er der også fordele ved at være defensiv. Hvis ens forsvar ødelægges er der ikke mulighed for at generhverve de tabte ressourcer med Recyclere, og der er ikke muligheder i stil med fleet saving. En fordel er dog, at forsvarsbygninger har 70% chance for at genopbygges hvis de ødelægges i kamp.
Et stærkt forsvar på en planet kan afholde andre spillere fra at angribe på grund af tab. Derved muliggør et forsvar at der kan ligge flere ressourcer på en planet, uden den store chance for at den vil blive angrebet.
Hvis antallet af forsvarsanlæg er over 10, fx 500, vil præcis 70% af de ødelagte forsvarsanlæg efter et angreb bygge sig op igen, i dette tilfælde altså 350. Er antallet af forsvarsanlæg under 10 vil der blive udregnet genopbygningschance pr forsvarsanlæg, dvs. at det er muligt at der bliver genopbygget fx 8 eller 4 forsvarsanlæg i stedet for de 7 (70% af 10) 
Bemærk dog, at hvis forsvaret ødelægges af interplanetarraketter (IPR), vil det IKKE bliver repareret. For at beskytte ens forsvar bør man altså bygge forsvarsraketter. Disse kræver en raketsilo på niveau 2.

### Rumrejser
I modsætning til mange andre spil i RTS-genren, giver OGame ikke direkte kontrol over ens rumfartøjer. I stedet giver man sine rumskibe besked på hvor de skal flyve hen (vha. spillets koordinat-system), og på hvad de skal gøre når de ankommer. En timer dukker op på oversigtssiden, og viser din flådes ETE (engelsk fra "estimated time en route", antaget transporttid). Denne tid gælder for tur-retur, og når tiden er gået er flåden altså, såfremt den overlever angrebet, tilbage på hjemmeplaneten. Flåden kan ikke angribes når den er på mission, men kun når den er stationær ved en planet. Flådebevægelser kan ikke overvåges med mindre man har en sensorbygning (som kun kan konstrueres på måner). Rumskibene i OGame kan gives syv ordrer (ikke alle rumskibe kan udføre alle handlinger):

#### Transport
En transport mission går ud på, at et stort eller småt transportskib sendes til en anden planet med det formål at levere ressourcer til den givne planet. Næsten alle skibe kan gøre dette.

#### Angreb
Angreb indebærer at sende sin flåde ud for at angribe en anden planet. Der er normalt to grunde til dette: Den første er raiding – hvis du vinder den efterfølgende kamp, vil du tage så mange ressourcer som dit skib kan fragte dog maximum 50 % af fjendens ressourcer. Bemærk dog at det, med mindre der er erklæret krig, er forbudt at angribe nogen mere end seks gange på 24 timer. Dette betragtes som "bashing" og man kan som straf blive bandlyst fra universet. Alligevel kan man angribe op til ni gange pr. 24 timer, så fremt der sendes "bølger" af sted. Et fuldt angreb består af tre flåder, "bølger", som ankommer til målet med 30 minutters intervaller. Dette kan gøres op til tre gange pr. 24 timer. Husk dog at reglerne er forskellige fra land til land så læs ALTID reglerne nøje, før du går i gang med at angribe med de regler, du kender!
I det danske univers er det f.eks. nu kun tilladt at angribe en planet (måner tæller som selvstændige planeter) 6 gange indenfor en løbende 24 timers periode. Der kan derfor ikke angribes i "bølger" over de 6 tilladte angreb.

#### Spionage
På spionagemissioner undersøger udsendte spionagesonder den pågældende planet, og bestemmer mængden af ressourcer, forsvar, flåder, bygninger og forskning på den planet. I starten kan man dog kun se ressourcer, for at få adgang til de øvrige oplysninger må man sende flere spionagesonder, eller have forsket i højere spionage teknologi end den givne planet. Kun spionagesonden kan udføre denne ordre. Jo flere sonder man sender, des flere informationer modtager man, men med større risiko for at blive opdaget. Når en sonde bliver opdaget ødelægges den, og resterne ender som skrot omkring planeten. Spionagesonder er de hurtigste rumskibe i spillet og teknologien bruges, udover til ovenstående formål, også til at opdage fremmede spionagesonder eller flåder der er på vej imod en selv.
Chancen for at blive skudt ned under spionage udregnes i procent. Flåde enheder og spionage teknologi gør procenten højere både på forsvarens og angriberens!

#### Kolonisering
Kolonisering er enkeltbillet. Et koloniskib sendes ud for at kolonisere en ubeboet planet, og ødelægges derefter. Derved frigives ressourcer, som kommer til at agere startkapital for den nye civilisation. 
Hvis man sender ressourcer med koloniskibet mistes de i processen, so man må vente til EFTER kolonien er bygget med at sende endnu en flåde med ressourcer for at hjælpe med opbygningen. Hvis man sender kampflåder med koloniskibet, vender disse tilbage til oprindelsesplaneten efter eskorten.
Arealet på den nye planet er tilfældig, men afhængig til en vis grad af planetens position i solsystemet, hvor planeterne 4-6 gennemsnitligt er størst. Positionen bestemmer bestemmer desuden deuterium- og energiproduktionen. Fjerne planeter er koldere, og producerer således mere deuterium, mens planeter nær solen får mere energi fra solarsatelitter.
Sådan koloniseres en planet:
Gå først ind i galaksemenuen og find en plads som har et nummer, men intet billede af planeten. Noter koordinaterne, og send et koloniskib til den planet. Snart vil man have en ny planet under sin kommando, medmindre en anden kolonist kommer først.
Kolonier kan også bruges som minerplaneter som oftest ligger langt væk fra alt andet og kun bruges til minedrift og gerne med et lille forsvar. Nogen bruger dem som raid kolonier, som betyder at man lægger en koloni der hvor der er mange at angribe og sender sin flåde derhen. Når flåden har gjort sit job flyver man væk og sletter kolonien!

#### Recirkulering
Recirkuleringsordren udføres af Recycleren. Recycleren sendes ud til en ruinmark (resterne af særligt store slag, svarende til omtrent en trediedel af ressourcerne som blev brugt til at bygge de ødelagte skibe), hvor den indsamler det anvendelige skrot og transporterer det til dens hjemplanet. Det er imidlertid kun Recyclere som kan opbevare skrot, så at sende eksempelvis transportskibe ud til ruinmarkerne for at indsamle ekstra skrot er meningsløst. En ruinmark indeholder kun metal og krystal, og altså ikke deuterium.
For at recirkulere skrottet går man ind i galaksemenuen. Hvis der er en ruinmark (RM) køres musen henover denne, hvorved en menu kommer frem. (Denne funktion kan kun bruges via en commander account. En commander account koster ca 53 kr hver 3. måned)
Hvis du ikke ønsker at købe commander skal du gå ind i flåde menuen, vælge antal recyclers, og i stedet for planet vælger man RM uden for boksen med koordinater!

#### Stationering
Stationering er forflytning af skibe til en anden planet. Alle skibe kan udføre denne ordre, men ordren kan gives til planeter ejet af spilleren selv. Bemærk, at selvom oversigtssiden viser dig at skibene laver en returrejse, bliver de ved den valgte planet.

#### At ødelægge måner
Dette kan gøres af Dødsstjerner. Resultatet af missionen vil variere:
1. Der sker intet.
2. Månen ødelægges.
3. Dødsstjernen ødelægges.
4. Månen OG Dødsstjernen ødelægges.
5. Hvis der er en flåde eller noget forsvar på månen, vil den angribende styrke kæmpe som sædvanlig, og hvis Dødsstjernen overlever dette møde kan resultatet bliver et hvilket som helst af ovenstående punkter.

Resultatet afhænger af antallet af Dødsstjerner, og månens størrelse.
Hvis månens størrelse er over 8000 km i diamenter dvs ca 80, vil den være næsten umulig at ødelægge.
Måner kan ødelægges, men planeter kan ikke ødelægges af andre spillere. Kun hvis ejeren opgiver sin konto eller selv sletter planeten kan den ødelægges.

#### Fleet saving
Fleet saving ("flåderedning") er en almindelig strategi, hvor spilleren sender sin flåde væk fra hjemplaneten netop før den angribes. Mens dette i starten kan virke tåbeligt, giver det god mening hvis den angribende flåde er alt for stærk til dit forsvar. Ved at sende alle sine rumskibe (og optimalt også alle ressourcer) væk fra planeten, bliver ressourcerne ikke plyndret, og rumskibene kan så kaldes tilbage når angrebet er overstået.

#### Ninja
Ninja er en strategi, hvor spilleren sender en flåde til en planet, der bliver angrebet, så den ankommer kort før slaget. Denne flåde og det forsvar, der er i forvejen kan så måske gøre, at man faktisk vinder angrebet. Har man recyclere, kan man selv høste skrottet fra slaget.